# Anopsicus nortoni
Anopsicus nortoni là một loài nhện trong họ Pholcidae. Loài này được phát hiện ở Jamaica.